# 新尼利 (阿肯色州)
新尼利（英語：New Neely）是位於美國阿肯色州耶爾縣的一個非建制地區。該地的面積和人口皆未知。

## 地理
新尼利的座標為35°06′57″N 93°04′53″W / 35.11583°N 93.08139°W，而該地的平均海拔高度為103米（即338英尺）。